# Titaigües
Titaigües (en castellà i oficialment, Titaguas, i en la parla xurra, Titauguas) és un municipi del País Valencià que es troba a la comarca dels Serrans.

## Geografia

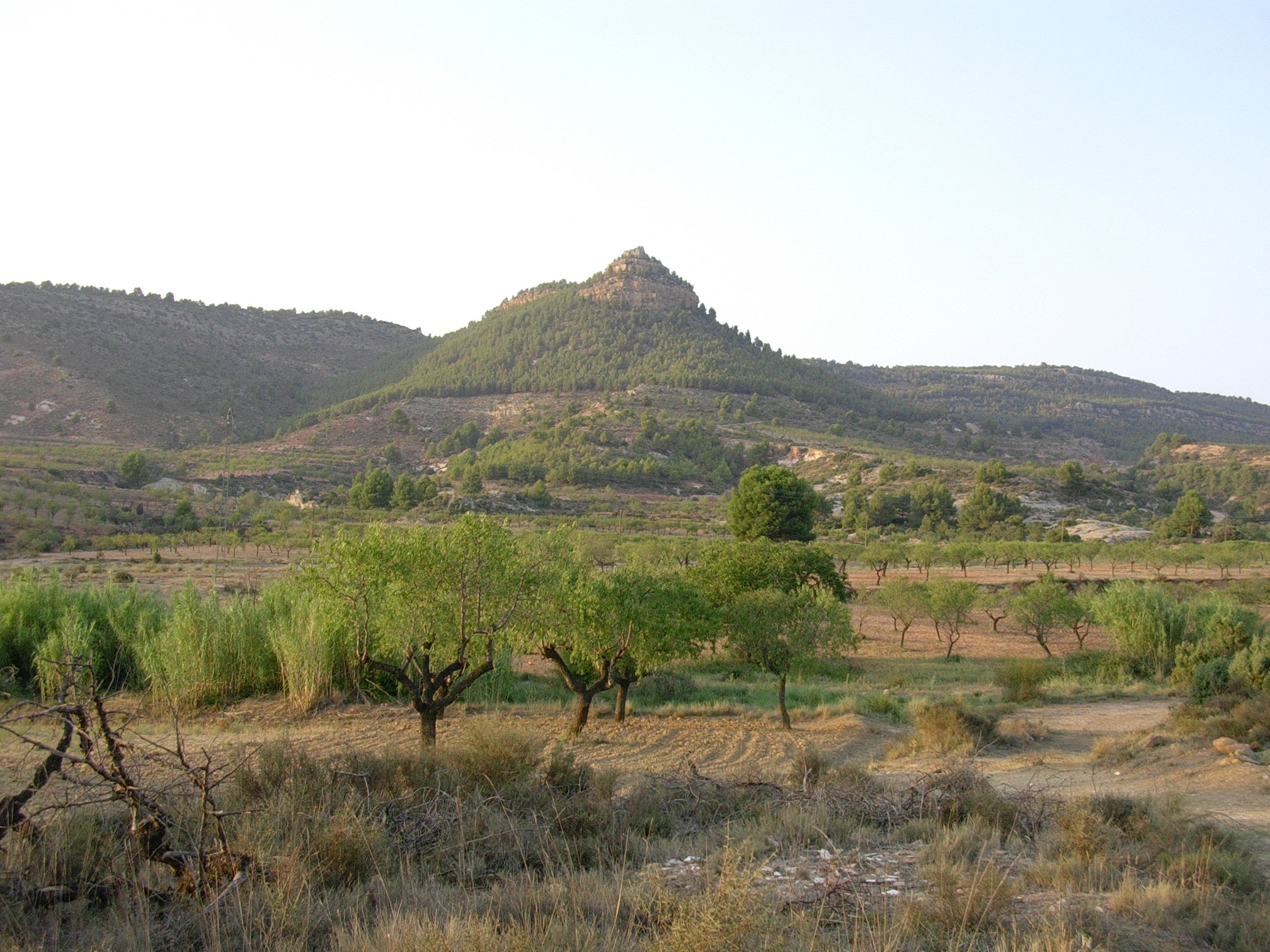
Turó de la Lámpara

Titaigües és un poble amb terreny accidentat amb les muntanyes meridionals de les serres de Losilla i el Sabinar, que forma part de la Serra de Javalambre, i és regat pel riu Túria.
Envolten el poble els turons de la Lámpara (1.072 m), Hontanar del Ferrer (1.240 m), l'Alt del Pomer, Mola Modorra i el Castell de la Cabrera. Tots ells a les serres abans mencionades.
El terreny està configurat a partir de sorres i calcari, i està regat per diverses fonts com la Font de l'Or, la de l'Hontanar, que subministra aigua a la població, la del Rebollo, la de la Zarza... Popularment es considera que algunes d'elles tenen propietats curatives.
Cal destacar el pou d'aigua que va ser trobat en l'Alt del Barraco amb sistemes artesanals per trobar aigua subterrània, amb el qual s'han superat tots els problemes d'escassetat d'aigua que hi va haver en els anys 70 i que actualment a fora 5.600 litres per minut.
La major part del terme municipal és forestal de titularitat municipal amb utilitat pública. Aproximadament 4.500 Ha estan cobertes per boscos, majoritàriament de pins, alzines i savines.
El clima és continental, d'hiverns freds i llargs i estius curts i calorosos. Les precipitacions de pluja són freqüents a la primavera, i són en forma de tempesta a l'estiu i de neu en algun moment de l'hivern.

### Localitats limítrofes
El terme municipal té 63,14 quilòmetres quadrats d'extensió i limita amb Xelva, Toixa, Alpont i Aras de los Olmos (a la mateixa comarca); i, a l'oest, amb Santa Creu de Moia, població castellanomanxega que pertany a la província de Conca.

### Accés
Es té accés, des de València, a través de la carretera CV-35.

## Història

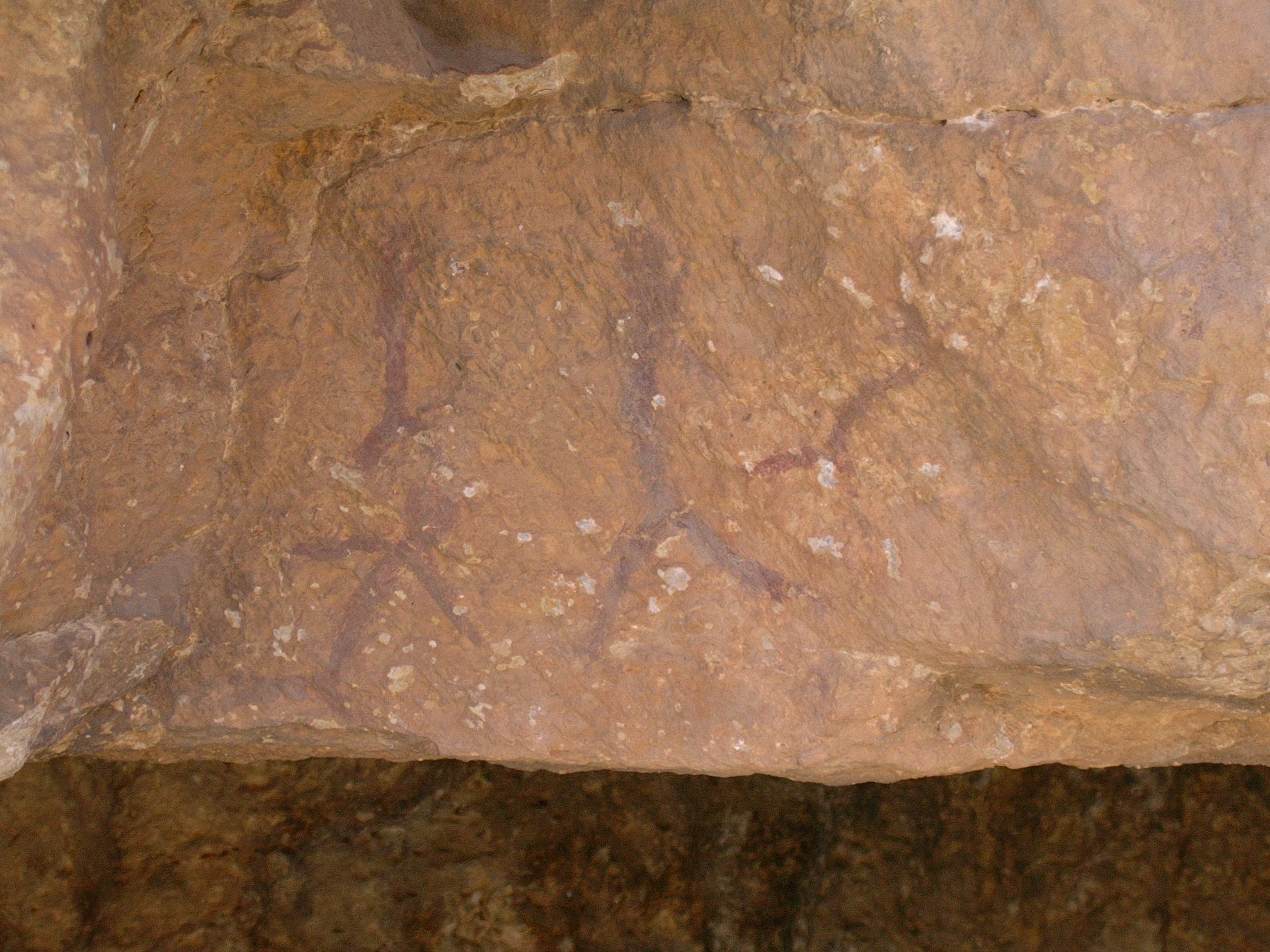
Pintures rupestres del racó del "Tío Escribano"

L'origen de Titaigües no es coneix amb exactitud. Els documents conservats són escassos; però se sap que hi va haver assentaments prehisòrics, ja que en el seu terme municipal han estat trobats diversos assentaments ibers i romans, així com les pintures rupestres del "Tío Escribano", d'una antiguitat de 9.000 anys. A les proximitats s'han trobat vestigis de presència musulmana. Si ens basem en el testimoni històric, el seu origen no va més enllà del llarg període de la Reconquesta.
La primera dada històrica documentada és la divisió dels regnes feta pel rei Jaume I el Conqueridor l'any 1240, que va decretar que els llogarets de La Iessa, Aras i Titaigües estigueren sota la jurisdicció d'Alpont. Entre 1230 i 1260 es va produir l'assentament definitiu dels cristians. La població va formar part del terme d'Alpont fins al 1729, quan Felip V li va concedir el privilegi de Vila Reial.
El 1520, el bisbe de Sogorb va erigir la vicaria de Titaigües, dependent de la parròquia d'Alpont. Això mostra una especial consciència religiosa i geogràfica que explica per què la història de la vila gira al voltant de l'evolució com a parròquia.
A partir de la divisió provincial realitzada per Javier de Burgos en 1833, es va dur a més la creació dels partits judicials. Segons el Decret Reial del 21 d'abril 1834, Titaigües passa a formar part del Partit Judicial d'Alpont, amb la capital a Xelva.
Segons Pascual Madoz, Titaigües era el 1842 "una población de 290 casas de media fábrica, las que se distribuyen en 30 calles y 4 plazas, casa de ayuntamiento,..., y escuela donde concurren 50 niños, dotada de 1500 reales; otra de niñas con 60 de asistencia y 1.100 reales de dotación... Producciones: trigo, centeno, cebada, avena, maíz, algo de seda, cáñamo, vino, cera, miel, patatas, judías, garbanzos, almortas, aceitunas y verduras; mantiene ganado lanar y poco cabrío... Industria: l'agrícola, 5 tejedores de lienzos comunes, un batán, una alfarería y 4 molinos harineros".

### Escut heràldic
L'emblema heràldic d'aquest poble mostra una ara sobre la qual descansa una columna i unes aspes que la coronen. A dreta i esquerra del conjunt hi ha uns xiprers i sobre la cara anterior de l'ara, tres creus. El seu origen pot ser romà.

## Demografia
| 1990 | 1992 | 1994 | 1996 | 1998 | 2000 | 2002 | 2004 | 2006 | 2007 |
| ---- | ---- | ---- | ---- | ---- | ---- | ---- | ---- | ---- | ---- |
| 622  | 613  | 609  | 556  | 554  | 555  | 543  | 544  | 535  | 541  |

## Economia
L'economia és essencialment agrícola i ramadera. Els cultius principals són cereals, ametllers i vinyes, de les quals s'obté un vi jove i afruitat que ha aconseguit una bona fama. La ramaderia més desenvolupada és la porcina, la cunicultura i l'avicultura. La indústria és escassa, encara que és digne de mencionar els tallers artesanal. També s'elaboren tota mena de pastes i productes de reposteria.
El turisme rural és un dels sectors en desenvolupament i compta amb gran suport institucional.

## Política i govern

### Composició de la Corporació Municipal
El Ple de l'Ajuntament està format per 7 regidors. En les eleccions municipals de 26 de maig de 2019 foren elegits 5 regidors del Partit Socialista del País Valencià (PSPV-PSOE) i 2 del Partit Popular (PP).
| Eleccions municipals de 26 de maig de 2019 - Titaigües                                                           |                                          |                                     |                                     |      |          |          |
| Candidatura | Candidatura                              | Candidatura                         | Cap de llista                       | Vots | Vots     | Regidors |
| | Partit Socialista del País Valencià-PSOE |                                     | Ramiro Rivera Gracia                | 198  | 68,51%   | 5 ()     |
| | Partit Popular                           |                                     | Ramón Solaz Polo                    | 83   | 28,72%   | 2 ()     |
| | Vots en blanc                            |                                     |                                     | 8    | 2,77%    |          |
| Total vots vàlids i regidors                                                                                     | Total vots vàlids i regidors             | Total vots vàlids i regidors        | Total vots vàlids i regidors        | 289  | 100 %    | 7        |
| | Vots nuls                                | Vots nuls                           | Vots nuls                           | 7    | 2,36%    |          |
| Participació (vots vàlids més nuls)                                                                              | Participació (vots vàlids més nuls)      | Participació (vots vàlids més nuls) | Participació (vots vàlids més nuls) | 296  | 75,13%** |          |
| Abstenció | Abstenció                                | Abstenció                           | Abstenció                           | 98*  | 24,87%** |          |
| Total cens electoral                                                                                             | Total cens electoral                     | Total cens electoral                | Total cens electoral                | 394* | 100 %**  |          |
| Alcalde: Ramiro Rivera Gracia (PSPV) (15/06/2019) Per majoria absoluta dels vots dels regidors                   |                                          |                                     |                                     |      |          |          |
| Fonts: JEC, JEZ Llíria, Periòdic Ara. (* No són vots sinó electors. ** Percentatge respecte del cens electoral.) |                                          |                                     |                                     |      |          |          |

### Alcaldia
Des de 1999 l'alcalde de Titaigües és Ramiro Rivera Gracia, del Partit Socialista del País Valencià (PSPV).
| Període                       | Alcalde o alcaldessa  | Partit polític | Data de possessió | Observacions |
| ----------------------------- | --------------------- | -------------- | ----------------- | ------------ |
| 1979–1983                     | Fernando Collado Polo | IND            | 19/04/1979        | --           |
| 1983–1987                     | Miguel Andrés Rubio   | PSPV-PSOE      | 28/05/1983        | --           |
| 1987–1991                     | Manuel Polo Monleón   | UV             | 30/06/1987        | --           |
| 1991–1995                     | Manuel Polo Monleón   | UV             | 15/06/1991        | --           |
| 1995–1999                     | Genaro Polo Aguilar   | UV             | 17/06/1995        | --           |
| 1999–2003                     | Ramiro Rivera Gracia  | PSPV-PSOE      | 03/07/1999        | --           |
| 2003–2007                     | Ramiro Rivera Gracia  | PSPV-PSOE      | 14/06/2003        | --           |
| 2007–2011                     | Ramiro Rivera Gracia  | PSPV-PSOE      | 16/06/2007        | --           |
| 2011–2015                     | Ramiro Rivera Gracia  | PSPV-PSOE      | 11/06/2011        | --           |
| 2015–2019                     | Ramiro Rivera Gracia  | PSPV-PSOE      | 13/06/2015        | --           |
| 2019-2023                     | Ramiro Rivera Gracia  | PSPV-PSOE      | 15/06/2019        | --           |
| Des de 2023                   | n/d                   | n/d            | 17/06/2023        | --           |
| Fonts: Generalitat Valenciana |                       |                |                   |              |

## Monuments

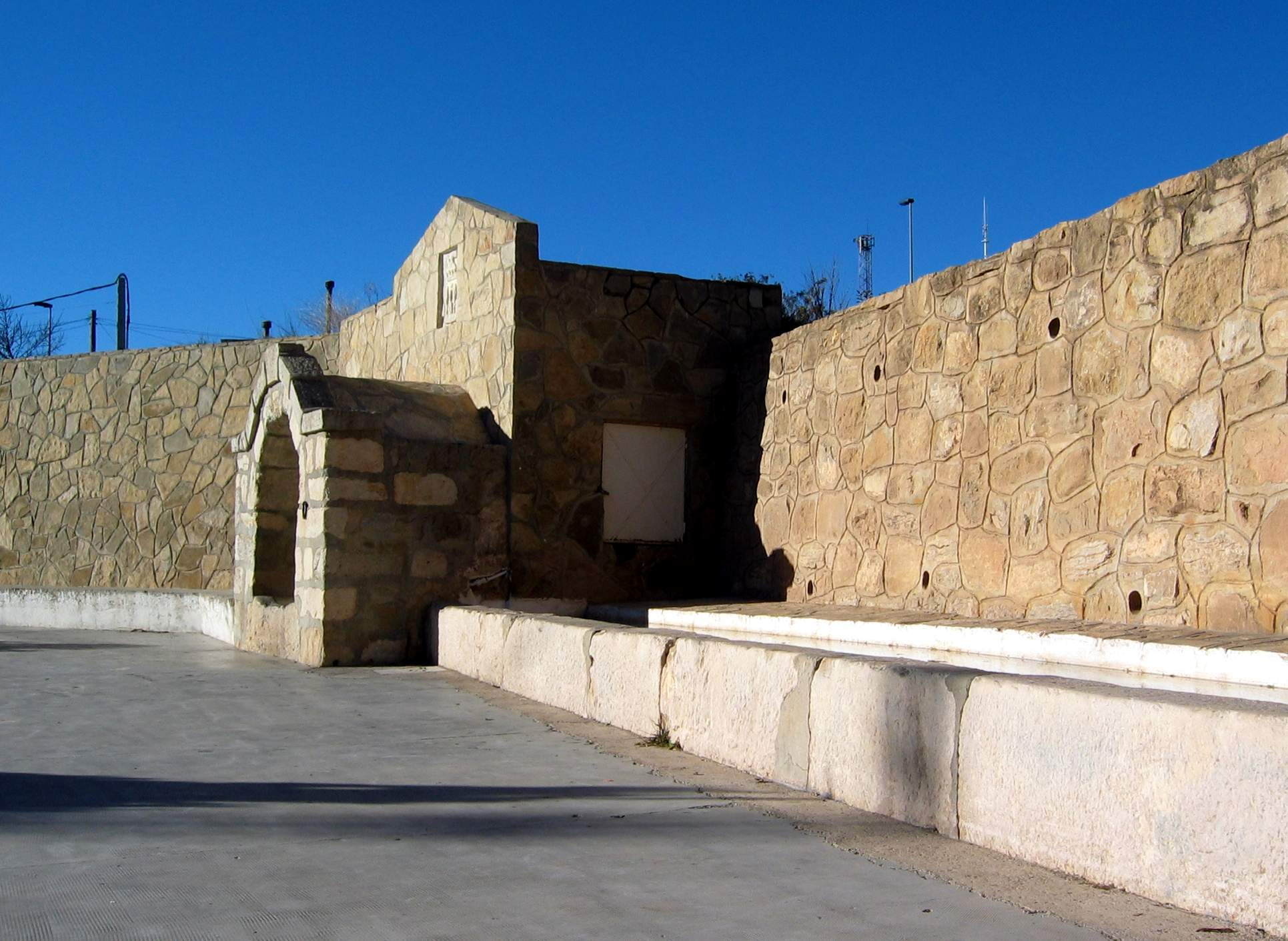
Font de Titaigües

### Monuments civils
En el nucli antic de la vila han perdurat diverses edificacions que són testimonis d'èpoques de creixement i desenvolupament de la població.
- Casa del Tío Cadenas (1614) i Casa del Pilatos, amb la inscripció: "Considerada Alma Perdida Que En Aqueste Paso fuerte se DIO Sentencia De muerte Al Redentor de la VIDA Año 1692", vestigi de l'antic calvari.
- Font abrevadero (1637)
- Casa dels Graneros (1722), edificació típica de la població que mostra la importància de la ramaderia com a base de l'economia.
- Castell de Titaigües.
- Altres edificis: Teleclub (1776), antiga casa de nenes (S.XVIII-XIX), presó (S.XX) i el teleclub juvenil (anys 60-70)

### Monuments religiosos
- Església del Salvador. Del segle xvi i d'estil renaixentista. A l'interior es troba la Capella del Natzaré, de principis del segle xviii.
- Ermita de la Verge del Remei. Del segle xiv, destruïda parcialment durant les guerres carlines, va ser reconstruïda el 1839.
- Ermita de Santa Bàrbara. Del segle xiv, amb antecedents a l'època de dominació musulmana, avui és una casa particular.

## Cultura

### Folclore
Titaigües conserva un ric folklore conservat i heretat dels seus avantpassats.
- Les albades són unes cançons populars que són cantades per la rondalla i els quintos durant la nit de Nadal després de la Missa del Gall. Es canta a la Mare de Déu dins de l'església, al capellà i a l'alcalde a la porta de sa casa, així com a les mosses a la plaça de l'Olivera.
- Jotes i seguidilles que es ballen a les festes patronals i a la festa de la Vendimia.
- Danses de processó de xiquets, danses guerreres de xiquets i la Moixiganga. La Mojiganga de Titaigües és Be Immaterial de Rellevància Local des de 2012,[6] i Bé d'Interès Cultural des del 2019.[7]

- Seguidillas de Titaguas, interpretades per la Rondalla del poble.
- Arxiu Fermín Pardo Pardo.
- Enregistrament: 1975.

### Banda de Música
Una altra dada interessant en la història de Titaigües és l'existència de la banda de música "La Lira", fundada l'any 1840 i catalogada com la segona banda més antiga del País Valencià.

## Festes locals
- Festes Patronals. Se celebren tots els anys els primers 10 dies de setembre en honor de Jesus Natzarè i la Verge del Remei. Destacar que cada set anys però, tenen lloc les Fiestas Gordas, amb la baixada de la Verge des de l'ermita durant el mes de maig. Són les festes principals i són preparades per una associació de clavaris, que a més d'organitzar-les es dedica a recuperar i mantenir la resta de les festes que se celebren a Titaigües durant tot l'any.
- Festa de la Vendímia. És la segona festa per ordre d'importància, és una festivitat en honor del vi i a la vinya, un dels recursos econòmics més importants del poble. No té una data fixa, però s'acostuma a celebrar entre el 9 i el 12 d'octubre.
- Sant Antoni. És la festa dels grangers i els animals que se celebra el cap de setmana posterior al 17 de gener, quan es beneixen els animals i se celebren els jocs populars en el tiro de la barra.
- Los Mayos. Se celebra el cap de setmana següent al 30 d'abril. Els quintos i la rondalla canten a les mosses, després d'haver-ho fet a la Verge els Maigs.
- Mojiganga. Dansa tradicional i popular que inclou la construcció de torres humanes, similar a la Muixeranga d'Algemesí o als castellers de Catalunya. A Titaigües es balla en honor de la Mare de Déu del Remei.

## Gastronomia
A Titaigües es poden degustar els plats típics de la zona:
- Olla de poble, amb patates, mongetes, verdura i carn de porc
- Gaspatxo, fet amb pa, carn de conill i fetge de porc
- Mona de Pascua, elaborada con la massa del pa, embotits de gerra i ous durs
- Migas i gachas
- Embotits de "la gerra"
- Morteruelo
- Ajoarriero

També al destacar la fabricació de pastes mantecades i pastes de Titaigües, així com un excel·lent vi blanc amb subdenominació d'origen Alt Túria.

## Fills il·lustres
- Simón de Rojas Clemente (Titaigües, 1777 - Madrid, 1827) és un reconegut naturalista i orientalista tant en l'àmbit estatal com en l'europeu. En la seua obra, fa referències constants a la seua localitat d'origen. Han perdurat en la memòria col·lectiva la seua figura, els seus valors de justícia, fe en la ciència i en l'ésser humà i forma part del patrimoni cultural titaigüenc. Fernando Martín Polo (Titaigües, 1952) ha fet la tesi doctoral sobre Clemente i ha publicat Simón de Rojas Clemente (València: PUV, 2016, 606 p.).
- Domingo Herrero Sebastián, alcalde de Castelló (1876-1877) i diputat a Corts el 1879-1881 i el 1884-1886.